# Arklow-V-Klasse (2015)
Die Arklow-V-Klasse ist eine aus zehn Einheiten bestehende Küstenmotorschiffsklasse des Typs „Eco Trader 5000“ (auch als „5100 DWAT Bodewes Trader“ bzw. „Eco Trader 5150“ bezeichnet). Für fünf weitere Einheiten besteht eine Option. Die Schiffe wurden auf der niederländischen Werft Royal Bodewes in Hoogezand für die irische Reederei Arklow Shipping gebaut.

## Beschreibung
Die Schiffe werden von einem Viertakt-Sechszylinder-Dieselmotor des Herstellers Caterpillar angetrieben. Die Motoren des Typs MaK 6M25 verfügen über 1.740 kW Leistung und wirken über ein Untersetzungsgetriebe auf einen Verstellpropeller. Die Schiff erreichen damit rund 12,5 kn. Für die Stromerzeugung stehen zwei Sisu-Dieselmotoren mit jeweils 154 kW Leistung, die zwei Stamford-Generatoren antreiben, sowie ein Wellengenerator mit 348 kW Leistung zur Verfügung. Für den Hafen- und Notbetrieb wurde ein Dieselgenerator mit 66 kW Leistung verbaut. Die Schiffe sind mit einem elektrisch angetriebenen Bugstrahlruder mit 300 kW Leistung ausgestattet.
Das Deckshaus befindet sich im hinteren Bereich der Schiffe. Es für eine neunköpfige Besatzung eingerichtet. Vor dem Deckshaus befindet sich der Laderaum. Die Luke ist 60 m lang und 12,7 m breit. Sie wird mit Stapellukendeckeln verschlossen, die mithilfe eines Lukenwagens bewegt werden können. Der Laderaum ist nahezu auf seiner gesamten Länge boxenförmig und verjüngt sich nur auf den vordersten Metern. Die Schiffe sind mit einem Schott ausgestattet, das an acht Positionen errichtet werden kann. Der Laderaum ist 6.258 m³ groß. Die Tankdecke kann mit 15 t/m², die Lukendeckel mit 1,75 t/m² belastet werden.

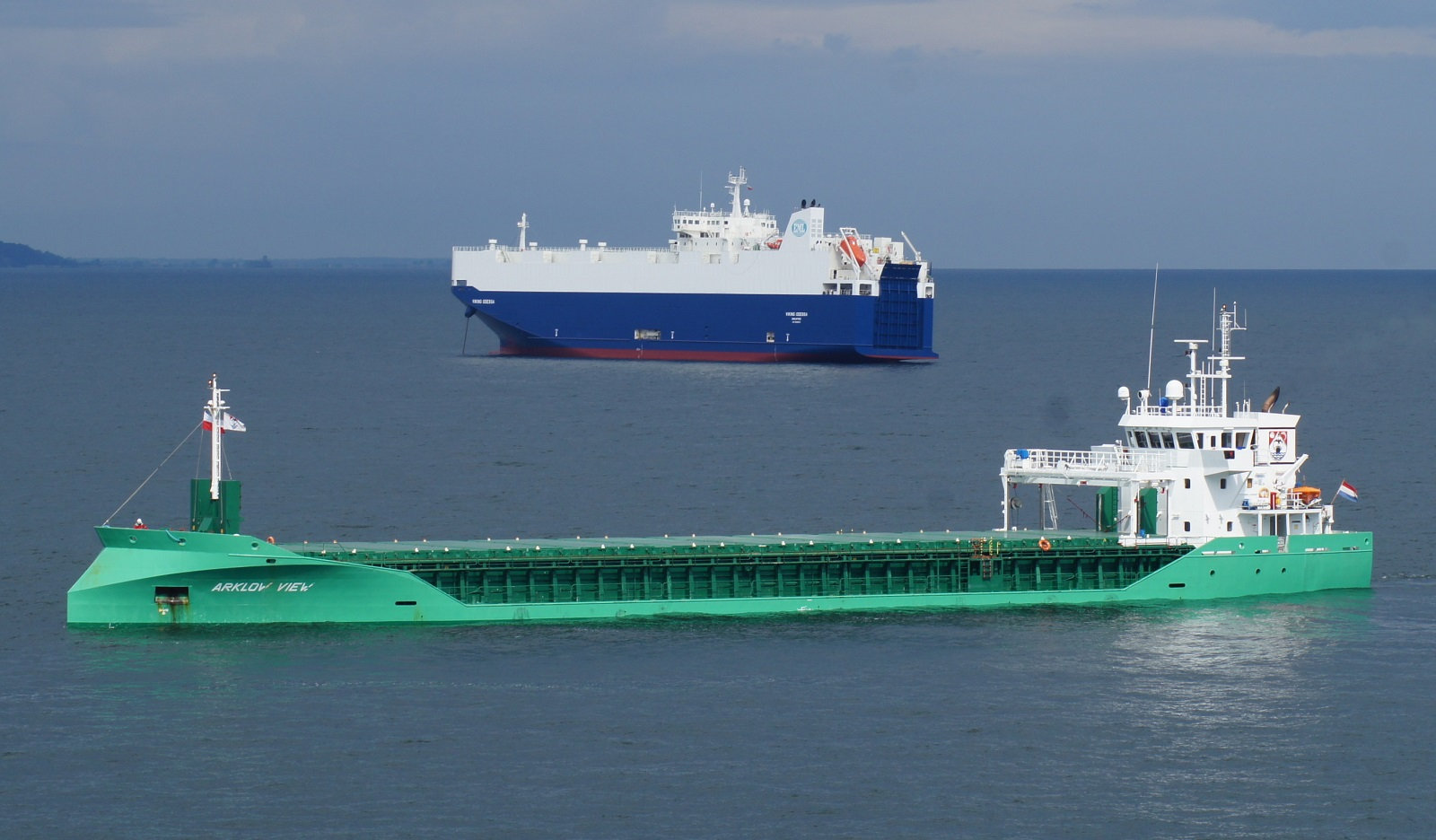
Arklow View mit typischem Groot Cross-Bow

Die Schiffe verfügen über eine spitz zulaufende Bugform ohne Wulstbug (Groot Cross-Bow), die zu einem verringerten Wasserwiderstand und damit geringeren Treibstoffbedarf sowie verbessertem Seegangsverhalten führen soll. Die Bugform wurde im Bereich des Überwasserschiffs ab dem dritten Neubau dahingehend verändert, dass auf den für den Cross-Bow typischen, nach hinten geneigten Steven verzichtet wurde.

## Schiffe
| Arklow-V-Klasse | Arklow-V-Klasse | Arklow-V-Klasse | Arklow-V-Klasse                      |
| Bauname         | Baunummer       | IMO-Nummer      | Stapellauf Ablieferung               |
| --------------- | --------------- | --------------- | ------------------------------------ |
| Arklow Vale     | 721             | 9772527         | 18. September 2015 13. November 2015 |
| Arklow View     | 722             | 9772539         | 17. Dezember 2015 2. März 2016       |
| Arklow Valiant  | 723             | 9772541         | 1. April 2016 31. Mai 2016           |
| Arklow Valley   | 724             | 9772553         | 21. Juli 2016 30. September 2016     |
| Arklow Valour   | 725             | 9772565         | 25. November 2016 20. Januar 2017    |
| Arklow Vanguard | 726             | 9772577         | 31. März 2017 8. Mai 2017            |
| Arklow Venture  | 727             | 9772589         | 16. Juni 2017 26. Juli 2017          |
| Arklow Venus    | 728             | 9772591         | 30. Oktober 2017 5. Januar 2018      |
| Arklow Viking   | 729             | 9772606         | 20. Februar 2018 12. April 2018      |
| Arklow Villa    | 730             | 9772618         | 18. Mai 2018 9. Juli 2018            |

Die Schiffe fahren unter niederländischer Flagge mit Heimathafen Rotterdam.